# Паников, Владимир Валерьевич
Владимир Валерьевич Паников  (род. 14 ноября 1969, Воскресенск, СССР) — российский футбольный тренер, тренер реабилитолог и тренер по физической подготовке. Заслуженный тренер России (2018).

## Биография
Владимир Паников родился 14 ноября 1969 года в Воскресенске. В 1992 году окончил Коломенский педагогический институт (факультет физического воспитания и спорта). Одновременно с учёбой в Коломенском педагогическом институте поступил в ГЦОЛИФК на новый факультет — физической реабилитации, который окончил с отличием в 1996 году.
После учёбы работал в течение 13 лет в структуре футбольного клуба «Спартак» (Москва). С 1996 по 2003 год в качестве массажиста. В 2003 году, при Владимире Федотове, стал проводить тренировки с основой команды и работать в качестве тренера по реабилитации. В 2008 году покинул «Спартак», и затем работал тренером по физподготовке в штабе Сергея Юрана в казахстанском клубе «Локомотив» (Астана).
В 2010 году по предложению однокурсника по Коломенскому педагогическому институту, начальника команды Сергея Якунчикова вошёл в тренерский штаб ЦСКА, где работал физиотерапевтом совместно с испанским специалистом по физподготовке Паулино Гранеро.
В декабре 2010 года вошёл в тренерский штаб Станислава Черчесова в клубе «Жемчужина-Сочи». В дальнейшем был тренером по физподготовке клубов премьер-лиги, которые возглавлял Черчесов — «Терек» (Грозный) (2011—2013), «Амкар» (Пермь) (2013—2014), «Динамо» (Москва) (2014—2015).
В 2015—2016 годах входил в тренерский штаб Черчесова в польском клубе «Легия» (Варшава), с которым стал чемпионом Польши 2015/16 и обладателем Кубка Польши 2015/16.
В августе 2016 года вошёл в тренерский штаб Станислава Черчесова в сборной России. В июле 2018 года, после чемпионата мира, где команда дошла до 1/4 финала, Владимир Паников был удостоен звания Заслуженный тренер России. Паников был награждён совместно с главным тренером сборной Станиславом Черчесовым и его помощником Мирославом Ромащенко. Другие члены тренерского штаба, не имеющие гражданства России, Гинтарас Стауче и Паулино Гранеро были награждены Почётными грамотами Президента Российской Федерации.
В декабре 2021 года вошёл в штаб Черчесова в венгерском клубе «Ференцварош». В августе 2025 года стал тренером по физической подготовке в штабе Черчесова в «Ахмате».

## Награды
- Почётная грамота Президента Российской Федерации (27 июля 2018 года) — за большой вклад в развитие отечественного футбола и высокие спортивные достижения[8]